# Карфагенская митрополия
Карфаге́нская митропо́лия (греч. Ιερά Μητρόπολη Καρθαγένης) — епархия Александрийской православной церкви с кафедрой в городе Тунис. Юрисдикция митрополии распространяется на территорию четырёх государств Северо-Западной Африки: Туниса, Алжира, Марокко и Мавритании. Кафедральным собором митрополии является Георгиевская церковь в Тунисе.

## История
Карфагенская митрополия является преемницей древней Карфагенской епархии, которая вместе с разделением церквей отошла к Римско-католической церкви.
После того, как Патриарх Александрийский Мелетий II (1926—1935) распространил юрисдикцию Александрийской православной церкви на всю Африку, он учредил несколько новых епархий, в том числе Карфагенскую митрополию, которая была образована 9 декабря 1931 года. Правящий епископ получил титул митрополита Карфагенского, ипертима и экзарха всей Мавретании.
27 ноября 1958 года к Карфагенской митрополии была присоединена территория упразднённой Триполийской митрополии, в связи с чем титул правящего епископа был изменён на «митрополит Карфагенский, ипертим и экзарх Северной Африки». Кафедра располагалась в Триполи.
27 октября 2004 года территория Ливии вновь отошла к воссозданной Триполийской митрополии.
В связи с событиями «арабской весны» произошёл отток христиан с территории Карфагенской митрополии.
По состоянию на 2018 год в митрополии кроме греческого архиерея постоянное служение осуществляли два русских священника. Вместе с митрополитом они совершали службы в девяти храмах епархии, пять из которых построены русской общиной (по два в Тунисе и Марокко, один в Алжире), а четыре других — греческой (три в Тунисе и один в Марокко). Ведутся переговоры о строительстве первого православного храма в Мавритании (на территории посольства России в Нуакшоте), где впервые за почти десять лет была отслужена литургия в марте 2017 года.

## Митрополиты
- Константин (Кацаракис) (20 декабря 1931 — 27 ноября 1939)
- Феофан (Мосхонас) (1939 — 27 января 1954) в/у, митр. Триполийский
- Парфений (Койнидис) (5 декабря 1958 — 23 февраля 1987)
- Ириней (Таламбекос) (14 июня 1990 — 28 ноября 1994)
- Макарий (Тиллиридис) (ноябрь 1994 — сентябрь 1997) в/у, еп. Рирутский
- Хризостом (Пападопулос) (23 сентября 1997 — 11 сентября 2004) погиб вместе с Патриархом Петром VII
- Алексий (Леонтаритис) (27 ноября 2004 — 5 сентября 2016)
- Мелетий (Куманис) (с 17 ноября 2016)